# Die Liebenden von Cayenne
Die Liebenden von Cayenne ist ein französisches Fernseh-Drama aus dem Jahr 2004. Regie führte Thierry Binisti. Der nach historischen Tatsachen gedrehte Film ist eine Gemeinschaftsproduktion der Fernsehsender France 2 und Arte.

## Handlung
Der französische Journalist Albert Londres reist 1922 ins südamerikanische Französisch-Guayana, um für eine Pariser Zeitung einen Artikel über die Zustände in der Strafkolonie des Bagno in dem französischen Überseegebiet zu schreiben. Er will die Menschen in der Heimat über die tatsächlichen Zustände in den Kolonialstrafanstalten aufklären und damit deren Schließung bewirken. Vor Ort stößt Albert Londres sehr schnell auf heftigen Widerstand. Von den Aufsehern argwöhnisch beobachtet und von den Gefangenen gemieden, versucht Londres seine Recherchen dennoch fortzuführen. Da er im Auftrag der französischen Regierung anreist, darf ihm der Zutritt nicht verwehrt werden. Der Kommandant der Kolonie steht ihm nicht ganz ablehnend gegenüber und ebnet ihm schließlich den Weg in die Gefängniszellen und Steinbrüche, wo er mit ausgesuchten Gefangenen reden darf. Die meisten schildern ihre Lage als erträglich (weil sie von der Bagno-Leitung dafür bezahlt werden, wie später herauskommt).
Bei seinen Recherchen begegnet er Claudia Desfeuilles, der Ehefrau des Anarchisten Camille Desfeuilles: Dieser war zu 20 Jahren im Bagno verurteilt worden, da er in einer staatlichen Behörde Akten angezündet hatte; seine Frau ist ihm freiwillig gefolgt. Nach erstem Misstrauen fasst Claudia Vertrauen zu Albert und erzählt ihm von den fürchterlichen Zuständen in der Strafkolonie: Misshandlungen, Folter und Vergewaltigung sind an der Tagesordnung. Viele der Gefangenen werden auch nach ihrer Freilassung aus dem Zuchthaus in der Kolonie festgehalten, wo sie zwar frei sind, aber – bis auf Ausnahmen – im Elend dahin vegetieren. Mit einigen von ihnen freundet sich Londres an, was ihm in manch brenzliger Situation das Leben rettet. Er lernt auch Claudias Mann Camille kennen, der ihm die Namen von zuverlässigen Häftlingen nennt, die keine Spitzel sind. Der Journalist sucht sie auf und erfährt von ihnen grauenvolle Einzelheiten. Die dazu erstellten Aufzeichnungen werden aus Londres Pensionszimmer gestohlen; er hat aber alles in seinem Kopf abgespeichert.
Mittlerweile hat sich Londres in die hübsche und mutige Claudia verliebt und gesteht es ihr auch; sie hält ihrem gefangenen Mann jedoch die Treue. Schließlich kann er sie nach langem Widerstand überreden, mit ihm nach Paris zurückzukehren, um dort mit juristischen Mitteln um die Freilassung ihres Mannes zu kämpfen. Die beiden reisen in die Heimat zurück und beginnen eine groß angelegte Kampagne gegen das Straflager, unterstützt von Londres Verleger. Camille hat derweil im Affekt einen Mithäftling erschlagen und ist zum Tode verurteilt worden. Ihm gelingt jedoch gemeinsam mit einem anderen Häftling die Flucht auf einem Fluss im Dschungel. Dort lauert schon in einem Baum ein gefürchteter Menschenjäger, der den Auftrag hat, flüchtende Gefangene zu töten. Er erschießt Camilles Begleiter, lässt diesen jedoch zu dessen Verwunderung im Fluchtboot weiter ziehen. Der Grund: Londres hatte seine kleine Tochter mit Medikamenten vom Sumpffieber geheilt und im Gegenzug die Schonung von Camille verlangt; daran hält sich der Mörder nun.
Mittlerweile erwecken die veröffentlichten Zeitungsartikel sehr großes Aufsehen im Mutterland der Kolonie. Der Unmut in der Bevölkerung über die Zustände dort wächst. Albert Londres steht daraufhin sechs Monate später vor einem Ausschuss des französischen Parlaments, um ein Plädoyer für die Schließung des Straflagers von Französisch-Guayana zu halten; Claudia Desfeuilles in Witwenkleidung leistet ihm Beistand, doch wirkt sie dabei erstaunlich entspannt. Heimlich zeigt sie Londres einen Brief von Camille: Er ist in Sicherheit. Vier Monate später folgt Claudia Camille in seine neue Heimat Venezuela, wo er ein einfaches Leben als Schreiner führt.
Im Abspann wird mitgeteilt, dass ein Jahr später das Bagno aufgelöst wurde und 1938 sämtliche französischen Übersee-Strafkolonien. 1950 kamen die letzten Ex-Sträflinge nach Hause.

## Kritiken
„Der Film blättert etwas lehrbuchhaft ein dunkles Kapitel der französischen Justizgeschichte auf.“

„Etwas lehrbuchhaft, aber engagiert blättert der TV-Film ein dunkles Kapitel der französischen Justizgeschichte auf. – Plädoyer für Menschlichkeit im Strafvollzug“